# Stazione di Nippori
La stazione di Nippori (日暮里駅?, Nippori-eki) è una stazione ferroviaria di interscambio di Tokyo. Qui vi si incontrano tre linee della JR East, fra cui la linea Yamanote, la Linea principale Keisei delle Ferrovie Keisei e il people mover Nippori-Toneri liner.

## Storia
La stazione della JR aprì il 1º aprile 1905, mentre le Ferrovie Keisei arrivarono il 19 dicembre 1931. Nel 2009 è stata inaugurata la nuova stazione sopraelevata per la linea Keisei.

## Linee

### Treni
East Japan Railway Company
■ Linea Yamanote
■ Linea Keihin-Tōhoku
■ Linea Jōban
 Ferrovie Keisei
Linea principale Keisei

### People mover
Toei
Nippori-Toneri liner

## Struttura
La stazione di Nippori è costituita da tre stazioni integrate: quella delle ferrovie JR East, quella delle Ferrovie Keisei e quella del people mover Nippori-Toneri liner.

### Stazione JR East
La stazione JR East possiede 6 binari (oltre a altri 4 binari privi di marciapiedi e utilizzati per i servizi delle linee Takasaki e Utsunomiya che non fermano a Nippori) in superficie.
| 3  | ■ Linea Jōban Rapida            | per Ueno                                                  |
| 4  | ■ Linea Jōban Rapida e ■ Narita | per Kita-Senju, Matsudo, Toride, Narita, Tsuchiura e Mito |
| 9  | ■ Linea Keihin-Tōhoku           | per Ueno, Tokyo, Yokohama e Ōfuna                         |
| 10 | ■ Linea Yamanote                | per Ueno, Tokyo e Shimbashi                               |
| 11 | ■ Linea Yamanote                | per Ikebukuro, Shinjuku e Shibuya                         |
| 12 | ■ Linea Keihin-Tōhoku           | per Tabata, Akabane e Ōmiya                               |

### Stazione Keisei
Il 3 ottobre 2009 è stato inaugurato un nuovo binario della linea Keisei verso l'esterno di Tokyo. La linea sopraelevata possiede due marciapiedi con un solo binario centrale. Un marciapiede è per i passeggeri che salgono sui treni Skyliner, City Liner ed Evening Liner, mentre l'altro è per i treni metropolitani. I treni diretti a Ueno continuano a passare per i binari originari al livello inferiore.
| 0 | ■Linea principale Keisei  | per Ueno                                                                                |
| 1 | ■ Narita Sky Access       | per Narita Aeroporto (treni Skyliner)                                                   |
| 1 | ■ Linea principale Keisei | per Aoto, Funabashi, Keisei-Narita e Narita Aeroporto (treni Cityliner e Evening Liner) |
| 2 | ■ Narita Sky Access       | per Aoto, Takasago, linea Hokusō e Narita Aeroporto (treni Access Express)              |
| 2 | ■ Linea principale Keisei | per Aoto, Funabashi, Narita Aeroporto e Keisei-Chiba                                    |

### Stazione people mover
Il people mover Nippori-Toneri liner ha qui il suo capolinea meridionale e la stazione è realizzata su viadotto.
| 1-2 | ■Nippori-Toneri liner | per Nishi-Nippori e Minumadai-shinsuikōen |

## Stazioni adiacenti
| «                       | Servizio                                                                                   | »                           |
| Linea Yamanote          | Linea Yamanote                                                                             | Linea Yamanote              |
| ----------------------- | ------------------------------------------------------------------------------------------ | --------------------------- |
| Uguisudani              | -                                                                                          | Nishi-Nippori               |
| Linea Keihin-Tōhoku     |                                                                                            |                             |
| Uguisudani              | Locale                                                                                     | Nishi-Nippori               |
| Ueno                    | Rapido                                                                                     | Tabata                      |
| Linea Jōban Rapida      |                                                                                            |                             |
| Ueno                    | Rapido                                                                                     | Mikawashima                 |
| Ueno                    | Rapido Speciale                                                                            | Matsudo                     |
| Linea Keisei principale |                                                                                            |                             |
| Keisei Ueno             | Locale                                                                                     | Shin-Mikawashima            |
| Keisei Ueno             | Rapido                                                                                     | Senju-Ōhashi                |
| Keisei Ueno             | Espresso pendolari Espresso limitato Access Express Morning Liner Evening Liner City Liner | Senju-Ōhashi                |
| Keisei Ueno             | Skyliner                                                                                   | Narita Aeroporto Terminal 2 |
| Nippori-Toneri Liner    |                                                                                            |                             |
| Capolinea               | -                                                                                          | Nishi-Nippori               |